# 越筑
越筑是中国古代的一种击弦乐器，是筑的其中一种分类，它流行于西瓯与骆越地区。在广西贵港市的罗泊湾一号墓出土了一件筑，同时出土的竹简《从器志》记载了它的名字叫越筑。在湖南长沙市马王堆汉墓出土的筑，其形制和越筑相同，可能也来源于越地。